# Monadnock

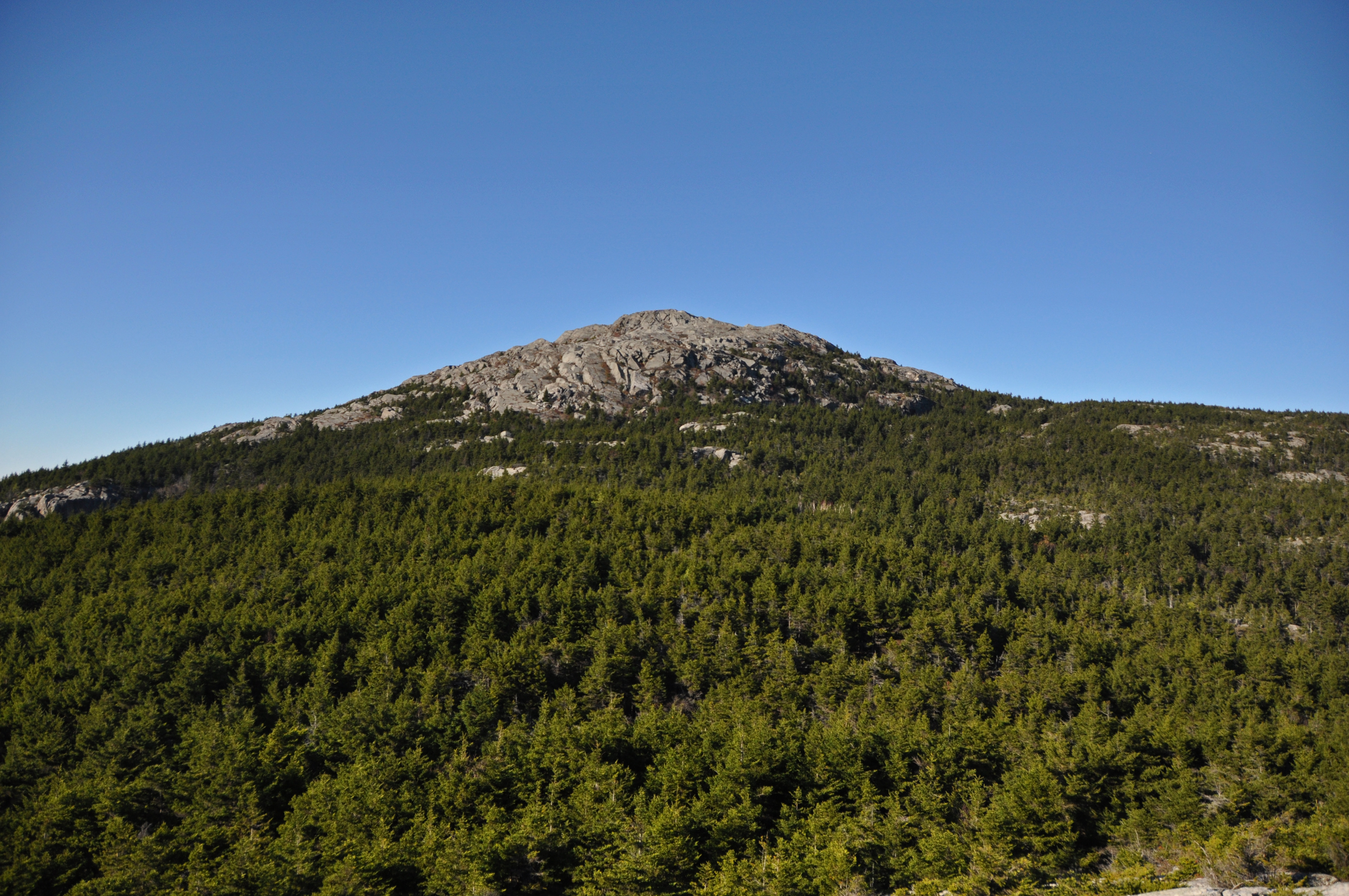
Monte Monadnock (Stati Uniti d'America), la montagna da cui ha avuto origine il termine

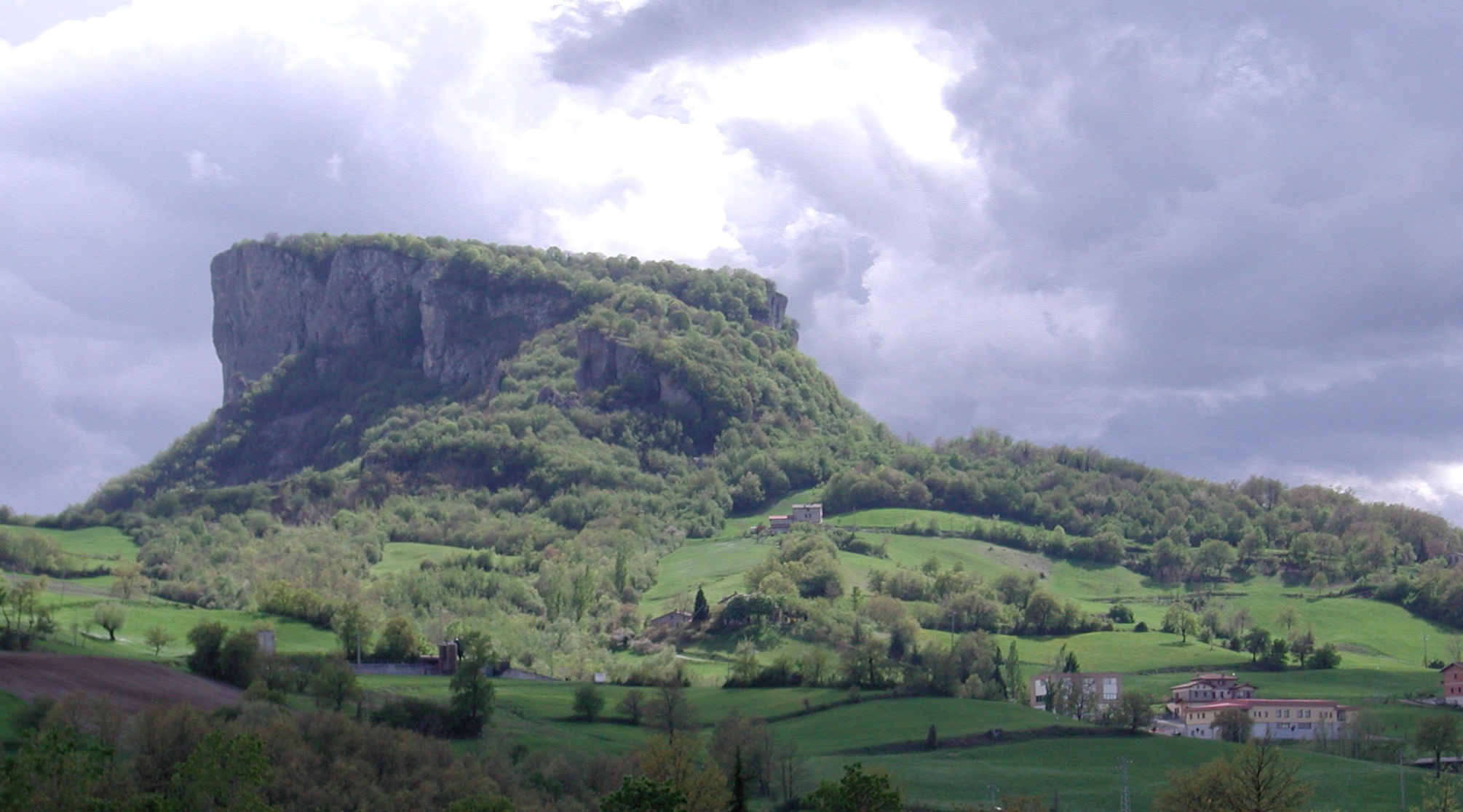
Pietra di Bismantova negli Appennini

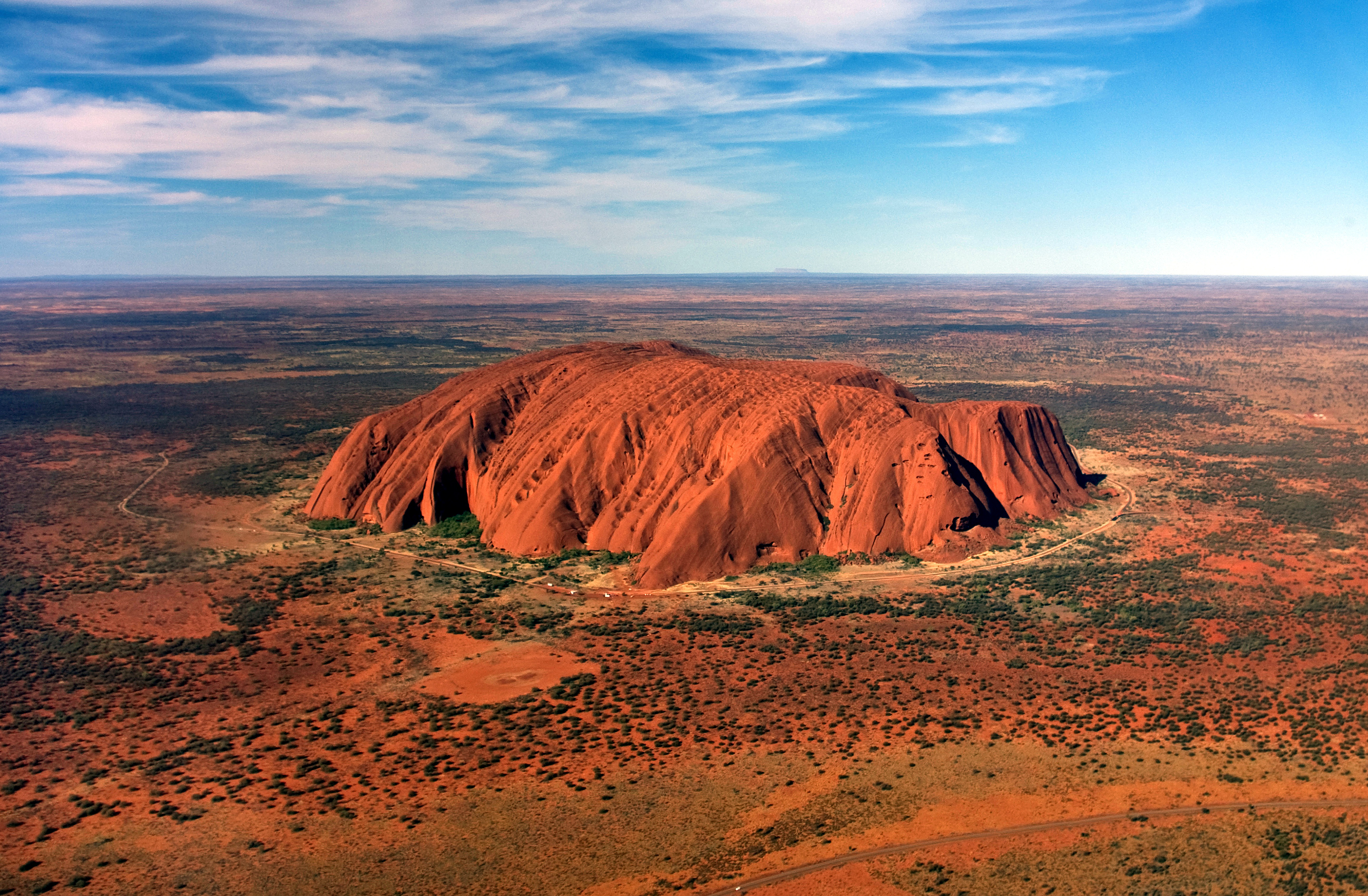
Veduta aerea di Uluṟu, Australia

Un monadnock (in italiano anche collina isolata) o inselberg (in italiano anche montagna isolata) è un rilievo, una cresta o un piccolo monte isolato emergente nel mezzo di una piana o di un'area a rilievo moderato. Nell'Africa meridionale e centrale, una formazione granitica simile viene detta kopje, dalla parola di lingua afrikaans koppie ('piccola testa').

## Descrizione
Monadnock è un termine utilizzato originariamente dai nativi americani per indicare una collina isolata o una montagna che emergeva da un'area piana, generalmente perché sopravvissuta all'erosione. Si pensa che l'origine del nome derivi dal linguaggio abenaki, o dalla parola menonadenak ("montagna liscia") o menadena ("montagna isolata"). Il nome fu preso dal Mount Monadnock nel New Hampshire (USA) sudoccidentale. Questo monte, alto 965 m, si innalza di 610 m rispetto al livello del piatto terreno circostante, 300 m più alto di qualunque rilievo nel raggio di circa 50 km.
Il termine inselberg invece è di origine tedesca e significa "montagna isolata"; fu originariamente coniato nel 1900 dal geologo tedesco Wilhelm Bornhardt  (1864–1946) per descrivere queste numerose forme osservate nell'Africa orientale.
Proprio in onore di questo geologo, quando il monadnock è a forma di duomo o cupola e formato da rocce granitiche o gneissiche è anche chiamato bornhardt.
Secondo alcuni autori le due denominazioni di monadnock e inselberg non sono esattamente intercambiabili, mentre altri autori li ritengono due sinonimi.

## Formazione
I monadnock si formano tipicamente, anche se non esclusivamente, in aree tropicali. I vulcani o altri processi intrusivi possono dare origine a masse rocciose resistenti all'erosione, all'interno di corpi di rocce più tenere come le arenarie, più soggette ad erosione. 
Quando le rocce più tenere sono erose, si forma una piana da cui si innalzano come rilievi isolati le masse rocciose più resistenti.
Durante gli eventi glaciali il rilievo può rimanere al di fuori del ghiacciaio, formando quello che viene definito un nunatak.

## Biodiversità
Come nel caso delle isole, anche sugli inselberg tendono a svilupparsi ecosistemi distinti da quelli che prevalgono nelle aree circostanti, con flora e fauna a volte peculiari. Le forti pendenze, i suoli molto superficiali che in genere vi si sviluppano e la quota più elevata rispetto alle aree circostanti determinano spesso stress idrici e sono altrettanti fattori selettivi con un forte impatto sulla biodiversità che vi si sviluppa. Tra l'altro in generale questi rilievi isolati non sono di dimensioni molto grandi, il che semplifica le reti di rapporti ecologici  tra gli organismi che ci vivono. Tutto ciò contribuisce a renderli soggetti di studio particolarmente adatti ad indagini su temi sugli quali gli effetti della frammentazione degli habitat e l'impatto della diffusione di specie aliene.

## Esempi dimonadnock
Tra i monadnock più famosi si possono citare:

### Africa
- Monte Mulanje, in Malawi
- Wase Rock, in Nigeria
- Il complesso dello Spitzkoppe, in Namibia.

### America del Nord
- Monte Monadnock, New Hampshire, USA; la montagna da cui ha avuto origine il termine
- Crowders Mountain, vicino a Kings Mountain, Carolina del Nord, USA
- Enchanted Rock, Texas, USA
- Gaff Topsails, Terranova, Canada
- Little Mountain, Newberry County, SC
- Mount Ascutney, Vermont, USA
- Mount Katahdin, Maine, USA
- Mount Sylvester, Terranova, Canada
- Panola Mountain, Georgia, USA
- Paris Mountain, Greenville, SC, USA
- Pilot Mountain, Carolina del Nord, USA
- Rib Mountain, Wisconsin, USA
- Stone Mountain, Carolina del Nord, USA
- Stone Mountain, Georgia, USA
- Sugarloaf Mountain in Maryland, USA
- Torre del Diavolo, Wyoming, USA
- Willis Mountain, Virginia, USA

### America del Sud
- Pão de Açúcar (Pan di Zucchero) a Rio de Janeiro, Brasile
- Piedra del Cocuy, Venezuela

### Australia
- Uluṟu (Ayers Rock) nel Territorio del Nord
- Kata Tjuta nel Territorio del Nord
- Wave Rock in Australia Occidentale

### Europa
- Snøhetta, Innlandet, Norvegia
- Capocolle, Bertinoro, Emilia-Romagna, Italia
- Pietra di Bismantova, Castelnovo ne' Monti, Emilia-Romagna, Italia
- Rocca di Cavour, Cavour, Piemonte, Italia[9]
- Monte Brione, Riva del Garda, Italia[10]
- Monte Useria, Lombardia, Italia[11]
- Monte di Montecchio, Montecchio Precalcino, Italia
- North Berwick Law,  East Lothian, Scozia